# ولیدهو (نونو آتول)
ولیدهو (نونو آتول) (به لاتین: Velidhoo (Noonu Atoll)) یک جزیره در مالدیو است.

## خصوصیات
ولیدهو ۲٬۱۵۴ نفر جمعیت دارد.